# Eupora
La ville d’Eupora est située dans le comté de Webster, dans l'État du Mississippi, aux États-Unis. Lors du recensement de 2000, elle comptait 2 326 habitants.